# Guilherme Viana
Guilherme Viana é um saxofonista e ex-tenista brasileiro.
Como tenista, defendeu as cores do Flamengo nos anos 1970, sendo campeão várias vezes. Não à toa, seu nome está gravado na Calçada da Fama do Clube de Regatas do Flamengo.
Após se aposentar das quadras, iniciou a carreira de músico, utilizando o nome artístico Guilherme Vianna. Ele toca saxofone nas bandas Quinteto Guilherme Vianna e Companhia Estadual de Jazz.